# Natural Resources Conservation Service
Der Natural Resources Conservation Service (NRCS), früher bekannt als Soil Conservation Service (SCS), ist eine Behörde des Landwirtschaftsministeriums der Vereinigten Staaten (USDA), die Landwirten und anderen privaten Landbesitzern Unterstützung bietet. Der Hauptsitz befindet sich in Washington, D.C. im Jamie L. Whitten Building, dem Gebäude des Landwirtschaftsministeriums. (USDA Headquarters, 1400 Independence Ave SW)
Es handelt sich um eine relativ kleine Behörde mit derzeit etwa 11.000 Mitarbeitern, deren Aufgabe es ist, die natürlichen Ressourcen auf Privatland durch eine kooperative Partnerschaft mit staatlichen und lokalen Behörden zu verbessern, zu schützen und zu erhalten. Obwohl sich das NRCS in erster Linie auf landwirtschaftliche Flächen konzentriert, hat es auch viele technische Beiträge zur Bodenvermessung, Klassifizierung und Verbesserung der Wasserqualität geleistet. Ein Beispiel ist das Conservation Effects Assessment Project (CEAP), das eingerichtet wurde, um den Nutzen der landwirtschaftlichen Erhaltungsmaßnahmen zu quantifizieren, die durch die Programme des Farm Security and Rural Investment Act von 2002 gefördert und unterstützt werden.

## Geschichte

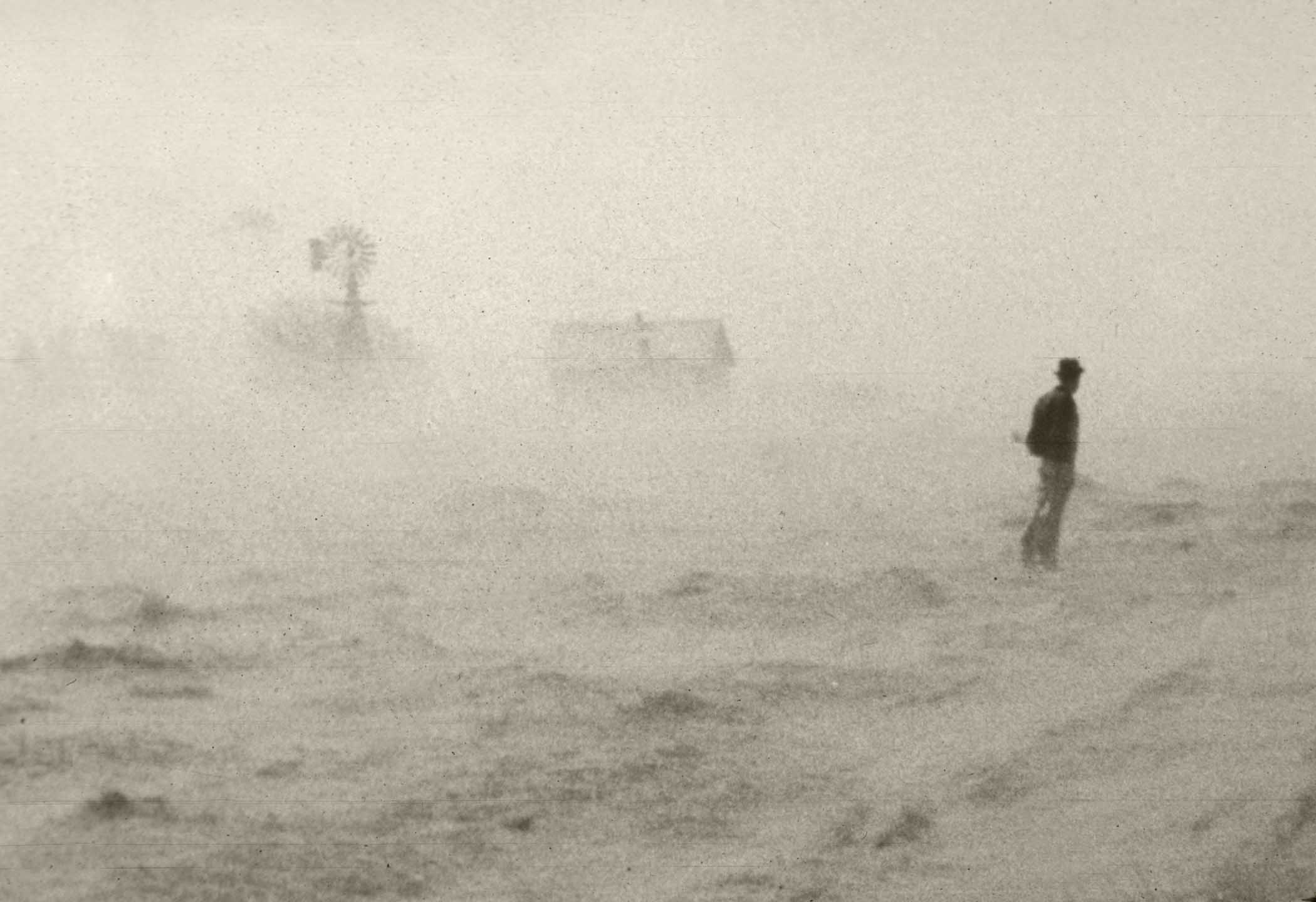
Wind trägt die fertile oberste Bodenschicht in einem Dust Bowl davon. (1930er-Jahre)

Mit der Wahl von Franklin D. Roosevelt zum Präsidenten wurde die Konservierung von Boden- und Feuchtigkeitsressourcen eine der Kernteile der neuen New Deal-Politik. Die ersten konkreten Pläne wurden im Juni 1933 mit dem National Industrial Recovery Act, zur Bekämpfung der Bodenerosion getroffen. Dadurch wurde der Soil Erosion Service (SES) am 13. September 1933 innerhalb des Innenministeriums gegründet. Diese Behörde konzentrierte sich hauptsächlich auf die besonders stark betroffenen Regionen und zeigte dort Bauern konkrete Methoden zur Konservierung auf. Mit dem Auftreten der sogenannten „Dust Bowl“, Regionen in den USA und Kanada, die besonders stark von Sandstürmen und Trockenheit getroffen wurden, wurde der Drang nach einer permanenten Behörde für die Konservierung im ganzen Land noch lauter.
Der Soil Conservation Service wurde am 27. April 1935 durch den Soil Conservation Act aufgestellt. Am selben Tag wurden die Rechte und Pflichte vom Innenministerium an das Landwirtschaftsministerium übertragen und dieses durch den Kongress beauftragt, die neue Behörde aus dem Soil Erosion Service aufzustellen. Der Gründung rührte von der Erkenntnis, dass:

„The wastage of soil and moisture resources on farm, grazing, and forest lands . . . is a menace to the national welfare.“

„Die Vergeudung von Boden- und Feuchtigkeitsressourcen auf Acker-, Weide- und Waldgebieten . . . eine Bedrohung für das nationale Wohlergehen darstellt.“

Nach 1935 wurde der Tätigkeitsbereich der Behörde auf das ganze Land ausgeweitet. 1936 wurde der Behörde durch den Flood Control Act von 1936 die Zuständigkeit für den Wiederaufbau und die Koordinierung nach Fluten zugesprochen. Zwischen 1933 und 1942 wurde durch die Civilian Conservation Corps (CCC), einer Arbeitsbeschaffungsmaßnahme der Bundesregierung, viele zusätzliche Arbeitskräfte im Bereich der Erosionsbekämpfung tätig. Diese Arbeitstrupps konzentrierten sich vor allem auf die Eindämmung von Bodenerosionen. 1942 stellte der Kongress die Mittel dafür ein. Ab 1935 suchten die zuständigen Leiter der Behörde einen Weg mehr Bauern zu erreichen. Sie hatten die Idee regionale und lokale Verwaltung des SCS (Distrikte) aufzustellen, die die Bauern besser persönlich und direkt erreichen können. Zudem sollten sich die Bauern aktiv und demokratisch in der Behörde betätigen können und somit auch ihre Anliegen direkter der Behörde zukommen lassen. Die gesetzliche Grundlage dafür bildete Standard State Soil Conservation Districts Law von 1937.
Nach dem Zweiten Weltkrieg wurden die Mittel für den SCS durch den Kongress immer wieder erhöht. Die Zahl der Distrikte nahm auch sprunghaft zu. 1952 wurde der Soil Survey in den SCS integriert. Außerdem wurden im selben Jahr viele Forschungsaufgaben des SCS an das Agricultural Research Service des Landwirtschaftsministeriums und Landnutzungsprojekte an den United States Forest Service übertragen. 1953 wurden im Zuge einer radikalen Umstrukturierung des ganzen Landwirtschaftsministeriums die regionalen Büros des SCS aufgelöst und die Zusammenfassung dieser in Büros für ganze Bundesstaaten vollzogen. 1954 fiel der komplette Schutz von Wassergebieten und Flutprävention in die Zuständigkeit des SCS. Zwischen 1944 und 1954 waren durch das SCS bereits rund 11.000 Dämme an rund 2.000 Wassereinzugsgebieten gebaut. Über die ganzen 1950er-Jahre konzentrierte sich das SCS überwiegend auf Projekte in den Great Plains.
In den 1960er-Jahren wurde der SCS zunehmend auch in suburbane Planung einbezogen. Der SCS sollte Gebiete für den Bau von neuen suburbanen Häusern vorbereiten. Mit dem Aufkommen der Bedenken zum Klimawandel in den späten 1960er- und frühen 1970er-Jahren musste das SCS und die ganze Regierung ihre Pläne und Ziele im Bereich des Umweltschutzes neu überdenken. Durch den National Environmental Policy Act von 1970 wurden jegliche Bundesbehörden beauftragt, die Auswirkungen auf die Umwelt ihrer Tätigkeiten zu bewerten und darüber zu berichten.
Die Farmkrise in den 1980er-Jahren ermöglichte die Schaffung diverser neuer innovativer Erhaltungsmaßnahmen.
Der Name der Behörde wurde 1994 während der Präsidentschaft von Bill Clinton geändert, um den breiteren Aufgabenbereich widerzuspiegeln.